# 춘산초등학교
춘산초등학교는 대한민국 경상북도 의성군 춘산면 옥정리에 있는 초등학교다.

## 학교 연혁
- 1931년 8월 18일 춘산공립보통학교 설립 인가
- 1931년 9월 20일 춘산공립보통학교 개교
- 1938년 4월 1일 춘산공립심상소학교 개편[1]
- 1941년 4월 1일 춘산공립국민학교 개편[2]
- 일자미상 춘산국민학교 개편
- 1980년 3월 1일 병설유치원 설립 인가 및 개원
- 1982년 3월 1일 금오국민학교 분교장 격하 편입
- 1996년 3월 1일 춘산초등학교 개편[3]
- 1996년 3월 1일 금오분교장 폐교 및 본교 통폐합
- 1999년 9월 1일 춘산초·중 통합
- 1999년 9월 1일 효선초등학교 분교장 격하 편입
- 2013년 3월 1일 효선분교장 폐교 및 의성초등학교 통폐합
- 2013년 3월 1일 춘산중학교 폐교
- 2022년 2월 11일 제84회 졸업식(2명, 총 3726명)
- 2022년 3월 1일 제30대 지태진 교장 부임
- 2022년 3월 1일 3학급 편성
- 2022년 3월 1일 병설유치원 휴원

## 학교 상징
- 교화 : 국화 - 사자군의 하나로 늦가을에 꽃이피며 굽힐 줄 모르는 기상은 백절불굴의 의지와 씩씩한 기상을 배우게 됨.
- 교목 : 은행나무 - 곧게 자라는 나무로 가을에 황금색 열매를 맺음. 지조와 절개, 바람직한 성품을 길러 줌을 뜻함.

## 참고 자료
- 춘산초등학교 - 한국교육학술정보원 학교알리미